# Eric Campbell (giocatore di baseball)
Eric Singleton Campbell (Norwich, 9 aprile 1987) è un ex giocatore di baseball statunitense.

## Carriera

### Minor League (MiLB)
Campbell venne selezionato all'8º giro del draft amatoriale del 2008 come 254a scelta dai New York Mets. Nello stesso anno iniziò con i Brooklyn Cyclones A-, finendo con .260 alla battuta, .359 in base, 4 fuoricampo, 28 RBI, 27 punti "run" e una base rubata in 66 partite. Nel 2009 giocò con due squadre terminando con .249 alla battuta, .352 in base, 5 fuoricampo, 47 RBI, 47 punti e 7 basi rubate in 102 partite.
Nel 2010 giocò con tre squadre finendo con .306 alla battuta, .369 in base, 10 fuoricampo, 51 RBI, 64 punti e 4 basi rubate in 99 partite. Nel 2011 con i Binghamton Mets AA finì con .247 alla battuta, .345 in base, 4 fuoricampo, 46 RBI e 46 punti, 6 basi rubate in 126 partite.
Nel 2012 sempre con i Binghamton chiuse con .297 alla battuta, .391 in base, 9 fuoricampo, 50 RBI, 53 punti e 10 basi rubate in 115 partite. Nel 2013 con i Las Vegas 51s AAA finì con .314 alla battuta, .435 in base, 8 fuoricampo, 66 RBI, 61 punti e 12 basi rubate in 120 partite.

### Major League (MLB)
Campbell debuttò nella Major League Baseball il 10 maggio 2014, al Citi Field di New York City, contro i Philadelphia Phillies.

### Nippon Professional Baseball (NPB)
Nel dicembre 2016, Campbell firmò con gli Hanshin Tigers della Nippon Professional Baseball.

### Ritorno nella Minor League
Il 17 febbraio 2018, Campbell firmò un contratto di minor league con i Miami Marlins, rimanendo nella Tripla-A per tutta la stagione. Il 24 gennaio 2019 firmò con gli Oakland Athletics, militando nuovamente nella Tripla-A. Divenne free agent al termine della stagione 2020.

## Allenatore, ritorno alla MLB e ritiro
Il 29 aprile 2021, Campbell venne assunto come allenatore da una squadra amatoriale della sua città natale, i Norwich Sea Unicorns, militanti nella Futures Collegiate Baseball League. Tuttavia il 12 maggio 2021, Campbell firmò un contratto di minor league con i Seattle Mariners. Il 21 maggio venne schierato nella MLB (categoria in cui non compariva dal 5 ottobre 2016) in cui giocò per quattro incontri complessivi durante la stagione, mentre nella Tripla-A ne disputò tredici. Il 28 luglio 2021, Campbell annunciò il ritiro dal baseball professionistico.

## Premi
- Mid-Season All-Star della Eastern League: 1

10 luglio 2012
- Giocatore della settimana della Florida State League:

10 maggio 2010